# Blang Kubu (Ganda Pura)
Blang Kubu is een bestuurslaag in het regentschap Bireuen van de provincie Atjeh, Indonesië. Blang Kubu telt 264 inwoners (volkstelling 2010).